# Misael Vacca Ramirez
Misael Vacca Ramirez (ur. 5 listopada 1955 w Somondoco) – kolumbijski duchowny rzymskokatolicki, w latach 2001–2015 biskup Yopal, w latach 2015–2022 biskup Duitama-Sogamoso, arcybiskup metropolita Villavicencio od 2023.

## Życiorys
Wstąpił do seminarium duchownego w Tunji. Uzyskał ponadto tytuły licencjackie na Uniwersytecie św. Tomasza w Bogocie (filozofia), na Ateneum Świętego Krzyża w Rzymie (teologia systematyczna) oraz na Papieskim Uniwersytecie Salezjańskim (duszpasterstwo młodzieży i katechetyka).
Święcenia kapłańskie przyjął 3 grudnia 1983 i został inkardynowany do diecezji Garagoa. Był m.in. delegatem biskupim ds. młodzieży i powołań, kapelanem Kolegium św. Ludwika w Garagoa oraz wicerektorem i rektorem Instytutu Uniwersyteckiego Juana de Castellanos w Tunji.

### Episkopat
24 kwietnia 2001 papież Jan Paweł II mianował go biskupem diecezji Yopal. Sakry biskupiej udzielił mu 10 sierpnia tegoż roku ówczesny nuncjusz apostolski w Kolumbii, abp Beniamino Stella.
Prekonizowany 18 kwietnia 2015 biskupem Duitama-Sogamoso, rządy w diecezji objął 6 czerwca 2015.
31 grudnia 2022 papież Franciszek przeniósł go na urząd arcybiskupa metropolity archidiecezji Villavicencio.